# Friedrich Feustel

Friedrich Feustel

Friedrich Feustel, ab 1889 Friedrich von Feustel, (geboren am 21. Januar 1824 in Egern am Tegernsee; gestorben am 12. Oktober 1891 in Bayreuth) war ein deutscher Bankier und Reichstagsabgeordneter sowie ein bedeutender Förderer der Bayreuther Festspiele.

## Leben

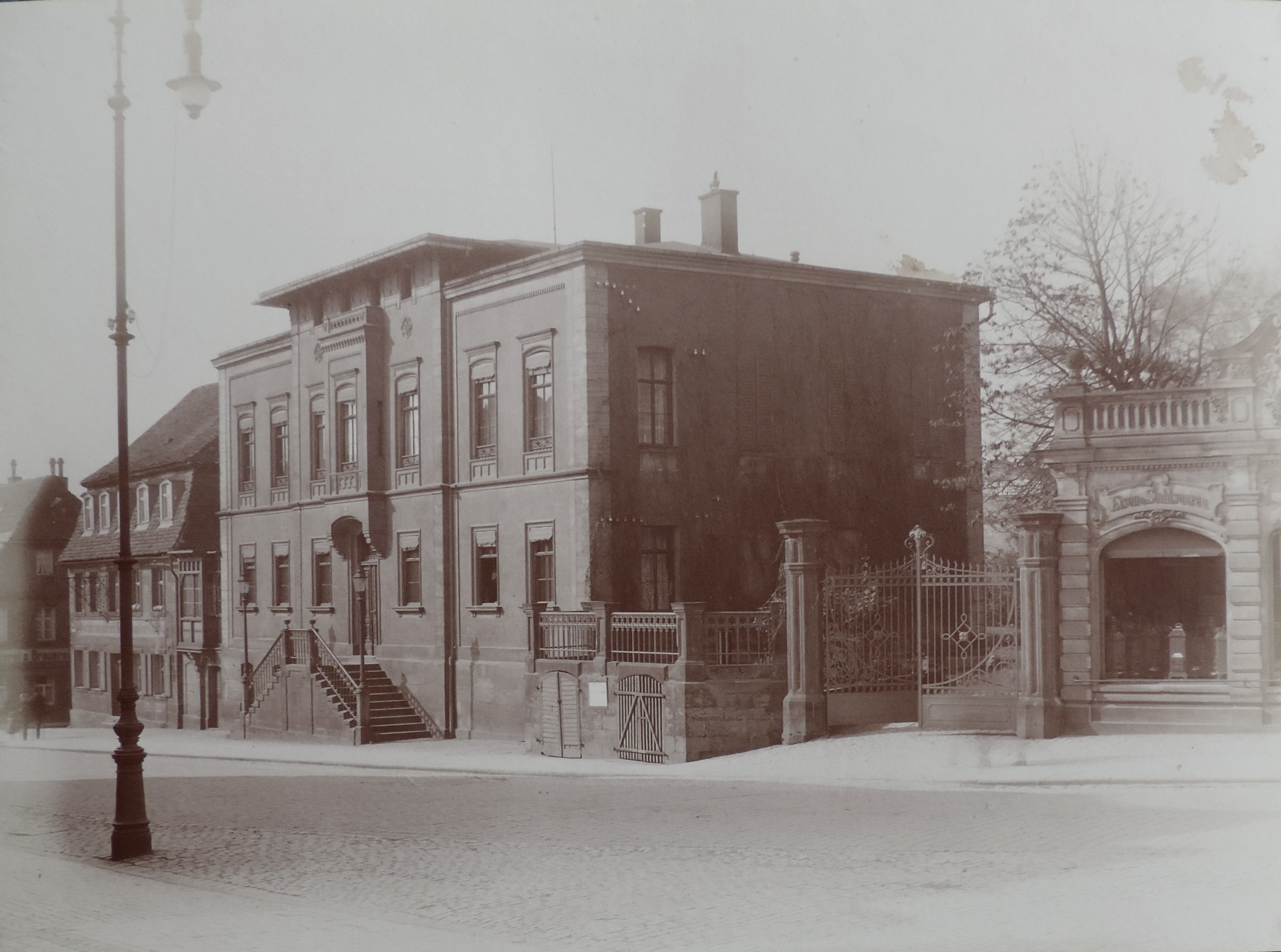
Feustels Villa in der Bayreuther Bahnhofstraße 15 (1911)

Der Villa gegenüberliegendes Bankhaus Feustel (Bahnhofstraße 14)

Obere Bahnhofstraße mit der Villa (links) und dem Bankhaus (Mitte rechts) Feustel, vor 1908

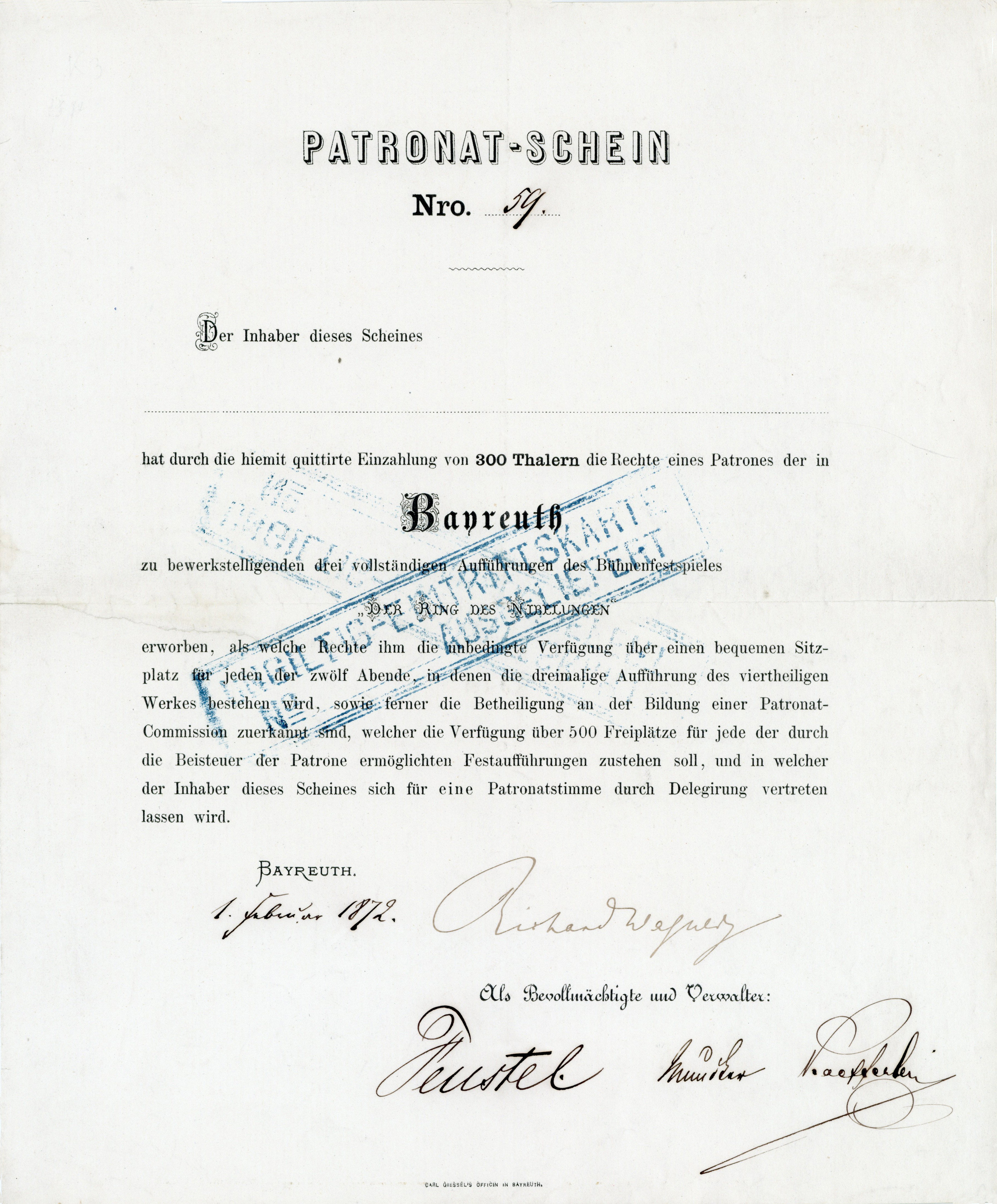
Patronat-Schein zur Finanzierung der Festspiele in Bayreuth. Der am 1. Februar 1872 aufgelegte Patronat-Schein wurde von Richard Wagner und drei Bevollmächtigten und Verwaltern im Original signiert, u. a. von dem Bankier Friedrich Feustel. Durch Zahlung von 300 Thaler erwarb der Inhaber des Scheins „die Rechte eines Patrones der in Bayreuth zu bewerkstelligenden drei vollständigen Aufführungen des Bühnenspieles Der Ring des Nibelungen“.

Feustels Mutter war die Sennerin Anna Mayr. Als Vater bekannte sich der königliche Gutsverwalter Johann Marcus Feustel, ein gebürtiger Bayreuther. Ob jener tatsächlich der Vater war, wird in Feustel-Biografien stark angezweifelt. Die Summe aller Indizien und die außergewöhnlich hohe finanzielle Versorgung des Kindes deuten vielmehr auf eine Vaterschaft des Prinzen Karl Theodor, eines Sohns des bayerischen Königs Maximilian I. Joseph, hin.
Johann Marcus Feustel, der eng mit dem damals frisch verheirateten Karl Theodor befreundet war, gab das Kind im Alter von 2 ½ Jahren in die Obhut seiner beiden Schwestern Katharina und Margarethe in die Bayreuther Ziegelgasse (heutige Badstraße). In der Volksschule und der Lateinschule galt Friedrich als kluger und fleißiger Schüler. Mit 14 Jahren begann er am 1. Januar 1838 eine kaufmännische Lehre in der Firma des Unternehmers Sophian Kolb und freundete sich mit dessen Sohn Carl an. Ein weiterer Jugendfreund war der spätere Bürgermeister Theodor Muncker. Nach Beendigung der Lehre am 1. Februar 1843, während der er in Kolbs Haus in der Ziegelgasse (Haus Nr. 196, heutiges Leergrundstück Münzgasse 17) lebte, arbeitete er von Juli 1843 bis 1844 als Handlungskommis beim Mineralwerk im böhmischen Altsattl (Bezirk Falkenau). Anschließend kehrte er nach Bayreuth zurück und trat als Buchhalter in die Getreide- und Mehlgroßhandlung Kolb ein. Am 24. Juni 1847 legte er in Bayreuth die Gewerbeprüfung mit der Note „gut“ ab. Aus dem Militärdienst wurde er wegen Untauglichkeit entlassen.
Am 6. August 1847 stellte Feustel beim Stadtmagistrat einen Antrag auf Ansässigmachung in der Stadt Bayreuth; das Gesuch wurde vom 10. August bis zum 9. September 1847 öffentlich ausgehängt. Nach der Bezahlung der fälligen Gebühren erhielt er am 17. September 1847 die Konzessionsurkunde ausgehändigt und leistete den damit verbundenen Eid. Zugleich wurde ihm die Erlaubnis zur Verehelichung mit Marie Luise Ulrike Josephine Kolb erteilt und er wurde im Gewerbekataster der Stadt unter der Rubrik „Kaufleute“ für Wechselgeschäfte und Besorgung von Agentien eingetragen. Die Ehe mit der einzigen Tochter Sophian Kolbs wurde am 24. Oktober 1847 in der Kirche von Sankt Johannis geschlossen, die Kinder des Paars wurden jedoch in der Stadtkirche getauft. Ende März 1848 übernahm Feustel die von seinem Schwiegervater gegründete Auswanderungsagentur, die die Auswanderung vor allem nach Nordamerika mit Schiffen ab Hamburg und Bremen organisierte.
Bereits 1846 hatte Sophian Kolb – auf Wunsch und mit finanzieller Unterstützung König Ludwigs I. – im nahen Friedrichsthal die erste mechanische Flachsspinnerei in Bayern eröffnet. Da dieses Unternehmen seine volle Konzentration erforderte, übergab er seinem zukünftigen Schwiegersohn Friedrich Feustel das Großhandelsgeschäft in der Münzgasse. Im Jahr 1857 holte Feustel seine mittlerweile 64-jährige Mutter zu sich in sein Landhaus Riedelsgut nach Friedrichsthal, das er 1852 erworben hatte und bis 1857 bewohnte. Ab 1857 lebte er als Direktor der Coburg-Gothaischen Kredit-Gesellschaft, deren Mitbegründer er war, in Coburg. Nach dem Tod seines Schwiegervaters Sophian Kolb im Jahr 1860 kehrte er 1861 nach Bayreuth zurück.
In den Jahren 1861 und 1862 war Feustel Meister vom Stuhl der örtlichen Freimaurerloge Eleusis zur Verschwiegenheit, der er bereits 1843 beigetreten war. 1862 ließ Feustel auf beiden Seiten der Bayreuther Jägerstraße (heutige Bahnhofstraße) eine stattliche Villa (oberhalb des Hotels Goldener Hirsch) und ein eigenes Bankhaus (spätere Filiale der Bayerischen Vereinsbank an der Stelle des heutigen Hotels Bayerischer Hof) errichten. Die Villa wurde bei einem Bombenangriff im April 1945 stark beschädigt, in den 1960er Jahren wurde dort ein modernes Hochhaus errichtet.
Im Jahr 1847 wurde Feustel erstmals in das Bayreuther Gemeindekollegium gewählt, dem er bis 1887 angehörte. Sechs Jahre lang amtierte er zudem als Magistratsrat. Von 1863 bis 1869 vertrat er Bayreuth im Bayerischen Landtag und von 1868 bis 1871 im Zollparlament. Zudem war er als Redakteur der Baireuther Zeitung aktiv. Er beteiligte sich 1853 an der Gründung der Mechanischen Baumwollspinnerei, die im Ortsteil Burg mit eigenen Arbeiterwohnhäusern die erste bayerische Sozialsiedlung errichtete, war Gründungsmitglied der 1869 gegründeten Bayerischen Vereinsbank und unter anderem Aktionär der Brauerei Löwenbräu. Seine Tochter Henriette Marie heiratete am 19. Juni 1872 Adolf von Groß, der in Feustels Bankhaus eingetreten war. In jenem Jahr übernahm er gemeinsam mit den Bankiers Wilmersdörfer und Riemann sowie dem Gutsbesitzer Roth von Hugo Bayerlein die Bayreuther Bierbrauerei, die von ihm anschließend in eine Aktiengesellschaft umgewandelt wurde.
Als Richard Wagner 1871 konkrete Pläne hinsichtlich seiner Bühnenfestspiele in Bayreuth machte, kannten er und seine Frau Cosima in der Stadt keine der maßgeblichen Persönlichkeiten. In dieser Situation wandte sich Wagner im November 1871 brieflich an Feustel; auf jenen hatte ihn seine Schwester Ottilie Brockhaus aufmerksam gemacht, mit deren Ehegatten Hermann Brockhaus Feustel entfernt verwandt war. Die hierdurch begründete Freundschaft beider Männer dauerte bis zum Tod Wagners 1883 an.
Bereits am 15. Dezember 1871 wurde dem Komponisten ein für ihn kostenloses Baugelände für sein geplantes Festspielhaus am Stuckberg im Stadtteil Sankt Georgen gezeigt, das Wagner begeisterte. Einer der Eigentümer verweigerte jedoch den Verkauf seines Grundstücks an die Stadt. In dieser heiklen Situation reisten Friedrich Feustel und Theodor Muncker am 8. Januar 1872 zu Wagner in die Schweiz nach Luzern, um ihm den jetzigen Standort anzubieten, den jener zunächst jedoch entrüstet ablehnte. Die beiden Männer hatten den Rückweg bereits angetreten, kehrten am Luzerner Bahnhof aber nochmals um; diesmal gelang es, nicht zuletzt dank der Unterstützung Cosimas, den Meister doch noch zu überreden.
Da weder Kaiser Wilhelm I. noch der bayerische König Ludwig II. das Vorhaben unterstützten und ein Spendenaufruf lediglich sechs Taler einbrachte, gründete Feustel einen Verwaltungsrat und verkaufte Patronatsscheine. Er kümmerte sich um die Bauarbeiten und die Finanzen, um Wagners Tantiemen und städtebauliche Maßnahmen für die vielen Gäste. Seine Geschäftsreisen legte er möglichst so, dass er zugleich auch Festspielangelegenheiten besorgen konnte. Zudem gewährte er privat eine Hypothek. Nachdem Ludwig II. am 25. Januar 1874 doch noch einen königlichen Kredit von 100.000 Talern gewährt hatte, konnten die ersten Bayreuther Festspiele am 13. August 1876 mit dem Besuch des Kaisers eröffnet werden. Das Ergebnis war indes ein finanzielles Fiasko; erst mit der Uraufführung des „Bühnenweihfestspiels“ Parsifal 1882 gelang es Feustel und seinem Schwiegersohn von Groß, die Festspiele in ruhiges Fahrwasser zu bringen. 1886 wurde eine der ersten Bayreuther Telefonleitungen vom Feustel’schen Bankgeschäft zum Festspielhaus verlegt.
Zunächst als parteiunabhängiger Abgeordneter, dann als Kandidat der Nationalliberalen Partei war Feustel von 1877 bis zu seinem Tod Mitglied des Reichstags, wo er als Abgeordneter den Wahlkreis Oberfranken 2 (Bayreuth) vertrat. Leopold Casselmann wurde 1891 sein Nachfolger als Reichstagsabgeordneter.
Feustels erste Ehefrau starb am 10. November 1879, 1881 ehelichte er Margaretha „Meta“ Knoblauch. 1889 wurde ihm vom Prinzregenten Luitpold das Ritterkreuz des Königlichen Verdienstordens der Bayerischen Krone verliehen, das mit dem persönlichen Adel verbunden war. Nach seiner Nobilitierung führte er in seinem Namen das Adelsprädikat „von“.
Am 12. Oktober 1891 starb Feustel in Bayreuth infolge einer chronischen Nierenentzündung an „Herzlähmung“. Bei der Trauerfeier in seiner Villa waren zahlreiche Honoratioren sowie die Familie Wagner anwesend. Der Berliner Börsen-Courier schrieb: „Mit ihm verliert nicht nur Bayreuth, sondern ganz Deutschland einen seiner besten Männer“. Nach der Trauerfeier wurde Feustels Leichnam zur Verbrennung in das Krematorium nach Gotha gebracht. Die Urne wurde in der Kolb’schen Familiengruft auf dem Friedhof Sankt Johannis beigesetzt und steht seit deren Abbruch auf einer Säule im Garten des Riedelsguts in Friedrichsthal.